# Medalhistas olímpicos da patinação de velocidade em pista curta

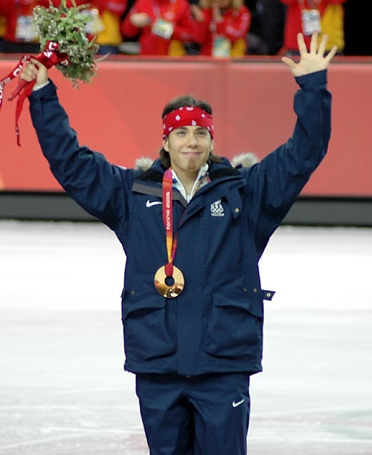
Apolo Anton Ohno, dono de oito medalhas olímpicas.

Segue a lista dos medalhistas olímpicos da patinação de velocidade em pista curta:

## Masculino

### 500 metros

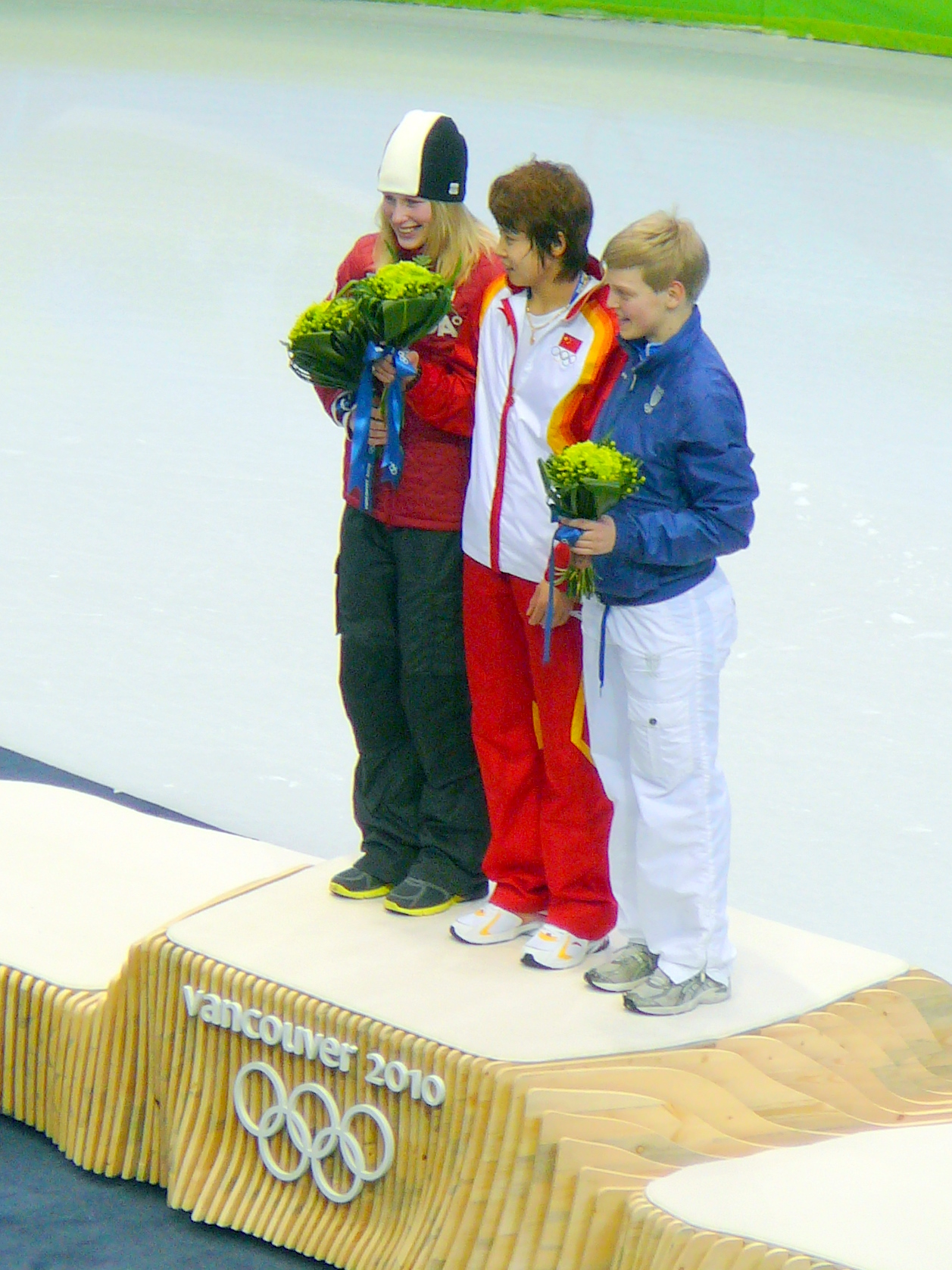
Pódio dos 500 metros em Vancouver 2010.

| Evento                         | Ouro                                | Prata                              | Bronze                             |
| ------------------------------ | ----------------------------------- | ---------------------------------- | ---------------------------------- |
| Lillehammer 1994 (detalhes)    | Chae Ji-hoon KOR Coreia do Sul      | Mirko Vuillermin ITA Itália        | Nicholas Gooch GBR Grã-Bretanha    |
| Nagano 1998 (detalhes)         | Takafumi Nishitani JPN Japão        | An Yulong CHN China                | Hitoshi Uematsu JPN Japão          |
| Salt Lake City 2002 (detalhes) | Marc Gagnon CAN Canadá              | Johann Guilmette CAN Canadá        | Rusty Smith USA Estados Unidos     |
| Turim 2006 (detalhes)          | Apolo Anton Ohno USA Estados Unidos | François-Louis Tremblay CAN Canadá | Ahn Hyun-soo KOR Coreia do Sul     |
| Vancouver 2010 (detalhes)      | Charles Hamelin CAN Canadá          | Sung Si-bak KOR Coreia do Sul      | François-Louis Tremblay CAN Canadá |
| Sóchi 2014 (detalhes)          | Viktor Ahn RUS Rússia               | Wu Dajing CHN China                | Charle Cournoyer CAN Canadá        |
| PyeongChang 2018 (detalhes)    | Wu Dajing CHN China                 | Hwang Dae-heon KOR Coreia do Sul   | Lim Hyo-jun KOR Coreia do Sul      |
| Pequim 2022 (detalhes)         | Shaoang Liu HUN Hungria             | Konstantin Ivliev ROC              | Steven Dubois CAN Canadá           |

### 1000 metros
| Evento                         | Ouro                            | Prata                                 | Bronze                              |
| ------------------------------ | ------------------------------- | ------------------------------------- | ----------------------------------- |
| Albertville 1992 (detalhes)    | Kim Ki-hoon KOR Coreia do Sul   | Frédéric Blackburn CAN Canadá         | Lee Joon-ho KOR Coreia do Sul       |
| Lillehammer 1994 (detalhes)    | Kim Ki-hoon KOR Coreia do Sul   | Chae Ji-hoon KOR Coreia do Sul        | Marc Gagnon CAN Canadá              |
| Nagano 1998 (detalhes)         | Kim Dong-sung KOR Coreia do Sul | Li Jiajun CHN China                   | Éric Bédard CAN Canadá              |
| Salt Lake City 2002 (detalhes) | Steven Bradbury AUS Austrália   | Apolo Anton Ohno USA Estados Unidos   | Mathieu Turcotte CAN Canadá         |
| Turim 2006 (detalhes)          | Ahn Hyun-soo KOR Coreia do Sul  | Lee Ho-suk KOR Coreia do Sul          | Apolo Anton Ohno USA Estados Unidos |
| Vancouver 2010 (detalhes)      | Lee Jung-su KOR Coreia do Sul   | Lee Ho-suk KOR Coreia do Sul          | Apolo Anton Ohno USA Estados Unidos |
| Sóchi 2014 (detalhes)          | Viktor Ahn RUS Rússia           | Vladimir Grigorev RUS Rússia          | Sjinkie Knegt NED Países Baixos     |
| PyeongChang 2018 (detalhes)    | Samuel Girard CAN Canadá        | John-Henry Krueger USA Estados Unidos | Seo Yi-ra KOR Coreia do Sul         |
| Pequim 2022 (detalhes)         | Ren Ziwei CHN China             | Li Wenlong CHN China                  | Shaoang Liu HUN Hungria             |

### 1500 metros
| Evento                         | Ouro                                | Prata                               | Bronze                                            |
| ------------------------------ | ----------------------------------- | ----------------------------------- | ------------------------------------------------- |
| Salt Lake City 2002 (detalhes) | Apolo Anton Ohno USA Estados Unidos | Li Jiajun CHN China                 | Marc Gagnon CAN Canadá                            |
| Turim 2006 (detalhes)          | Ahn Hyun-soo KOR Coreia do Sul      | Lee Ho-suk KOR Coreia do Sul        | Li Jiajun CHN China                               |
| Vancouver 2010 (detalhes)      | Lee Jung-su KOR Coreia do Sul       | Apolo Anton Ohno USA Estados Unidos | J. R. Celski USA Estados Unidos                   |
| Sóchi 2014 (detalhes)          | Charles Hamelin CAN Canadá          | Han Tianyu CHN China                | Viktor Ahn RUS Rússia                             |
| PyeongChang 2018 (detalhes)    | Lim Hyo-jun KOR Coreia do Sul       | Sjinkie Knegt NED Países Baixos     | Semion Elistratov OAR Atletas Olímpicos da Rússia |
| Pequim 2022 (detalhes)         | Hwang Dae-heon KOR Coreia do Sul    | Steven Dubois CAN Canadá            | Semion Elistratov ROC                             |

### Revezamento 5000 metros
| Evento                         | Ouro                                                                                                | Prata                                                                                              | Bronze                                                                                 |
| ------------------------------ | --------------------------------------------------------------------------------------------------- | -------------------------------------------------------------------------------------------------- | -------------------------------------------------------------------------------------- |
| Albertville 1992 (detalhes)    | Kim Ki-hoon Lee Joon-ho Moo Ji-soo Song Jae-kun KOR Coreia do Sul                                   | Frédéric Blackburn Laurent Daignault Michel Daignault Sylvain Gagnon Mark Lackie CAN Canadá        | Yuichi Akasaka Tatsuyoshi Ishihara Toshinobu Kawai Tsutomu Kawasaki JPN Japão          |
| Lillehammer 1994 (detalhes)    | Maurizio Carnino Diego Cattani Orazio Fagone Hugo Herrnhof Mirko Vuillermin ITA Itália              | Randall Bartz John Coyle Eric Flaim Andrew Gabel Anthony Goskowicz USA Estados Unidos              | Steven Bradbury Kieran Hansen Andrew Murtha Richard Nizielski AUS Austrália            |
| Nagano 1998 (detalhes)         | Éric Bédard Derrick Campbell François Drolet Marc Gagnon CAN Canadá                                 | Chae Ji-hoon Lee Jun-hwan Lee Ho-eung Kim Dong-sung KOR Coreia do Sul                              | Li Jiajun Feng Kai Yuan Ye An Yulong CHN China                                         |
| Salt Lake City 2002 (detalhes) | Marc Gagnon Johann Guilmette François-Louis Tremblay Mathieu Turcotte Éric Bédard CAN Canadá        | Maurizio Carnino Fabio Carta Nicola Franceschina Nicola Rodigari Michele Antonioli ITA Itália      | Feng Kai Guo Wei Li Jiajun Li Ye An Yulong CHN China                                   |
| Turim 2006 (detalhes)          | Lee Ho-suk Ahn Hyun-soo Seo Ho-jin Song Suk-woo Oh Se-jong KOR Coreia do Sul                        | François-Louis Tremblay Eric Bédard Charles Hamelin Mathieu Turcotte Jonathan Guilmette CAN Canadá | Apolo Anton Ohno Rusty Smith Alex Izykowski J. P. Kepka USA Estados Unidos             |
| Vancouver 2010 (detalhes)      | Charles Hamelin François Hamelin Olivier Jean François-Louis Tremblay Guillaume Bastille CAN Canadá | Kwak Yoon-gy Lee Ho-suk Lee Jung-su Sung Si-bak Kim Seoung-il KOR Coreia do Sul                    | J. R. Celski Travis Jayner Jordan Malone Apolo Anton Ohno Simon Cho USA Estados Unidos |
| Sóchi 2014 (detalhes)          | Viktor Ahn Semion Elistratov Vladimir Grigorev Ruslan Zakharov RUS Rússia                           | Eddy Alvarez J. R. Celski Christopher Creveling Jordan Malone USA Estados Unidos                   | Chen Dequan Han Tianyu Shi Jingnan Wu Dajing CHN China                                 |
| PyeongChang 2018 (detalhes)    | Shaoang Liu Shaolin Sándor Liu Viktor Knoch Csaba Burján HUN Hungria                                | Wu Dajing Han Tianyu Xu Hongzhi Chen Dequan Ren Ziwei CHN China                                    | Samuel Girard Charles Hamelin Charle Cournoyer Pascal Dion CAN Canadá                  |
| Pequim 2022 (detalhes)         | Charles Hamelin Steven Dubois Jordan Pierre-Gilles Pascal Dion Maxime Laoun CAN Canadá              | Lee June-seo Hwang Dae-heon Kwak Yoon-gy Park Jang-hyuk Kim Dong-wook KOR Coreia do Sul            | Pietro Sighel Yuri Confortola Tommaso Dotti Andrea Cassinelli ITA Itália               |

## Feminino

### 500 metros
| Evento                         | Ouro                            | Prata                               | Bronze                           |
| ------------------------------ | ------------------------------- | ----------------------------------- | -------------------------------- |
| Albertville 1992 (detalhes)    | Cathy Turner USA Estados Unidos | Li Yan CHN China                    | Hwang Ok-sil PRK Coreia do Norte |
| Lillehammer 1994 (detalhes)    | Cathy Turner USA Estados Unidos | Zhang Yanmei CHN China              | Amy Peterson USA Estados Unidos  |
| Nagano 1998 (detalhes)         | Annie Perreault CAN Canadá      | Yang Yang (S) CHN China             | Chun Lee-kyung KOR Coreia do Sul |
| Salt Lake City 2002 (detalhes) | Yang Yang (A) CHN China         | Evgenia Radanova BUL Bulgária       | Chunlu Wang CHN China            |
| Turim 2006 (detalhes)          | Wang Meng CHN China             | Evgenia Radanova BUL Bulgária       | Anouk Leblanc-Boucher CAN Canadá |
| Vancouver 2010 (detalhes)      | Wang Meng CHN China             | Marianne St-Gelais CAN Canadá       | Arianna Fontana ITA Itália       |
| Sóchi 2014 (detalhes)          | Li Jianrou CHN China            | Arianna Fontana ITA Itália          | Park Seung-hi KOR Coreia do Sul  |
| PyeongChang 2018 (detalhes)    | Arianna Fontana ITA Itália      | Yara van Kerkhof NED Países Baixos  | Kim Boutin CAN Canadá            |
| Pequim 2022 (detalhes)         | Arianna Fontana ITA Itália      | Suzanne Schulting NED Países Baixos | Kim Boutin CAN Canadá            |

### 1000 metros
| Evento                         | Ouro                                | Prata                                | Bronze                          |
| ------------------------------ | ----------------------------------- | ------------------------------------ | ------------------------------- |
| Lillehammer 1994 (detalhes)    | Chun Lee-kyung KOR Coreia do Sul    | Nathalie Lambert CAN Canadá          | Kim So-hee KOR Coreia do Sul    |
| Nagano 1998 (detalhes)         | Chun Lee-kyung KOR Coreia do Sul    | Yang Yang (S) CHN China              | Won Hye-kyung KOR Coreia do Sul |
| Salt Lake City 2002 (detalhes) | Yang Yang (A) CHN China             | Ko Gi-hyun KOR Coreia do Sul         | Yang Yang (S) CHN China         |
| Turim 2006 (detalhes)          | Jin Sun-yu KOR Coreia do Sul        | Wang Meng CHN China                  | Yang Yang (A) CHN China         |
| Vancouver 2010 (detalhes)      | Wang Meng CHN China                 | Katherine Reutter USA Estados Unidos | Park Seung-hi KOR Coreia do Sul |
| Sóchi 2014 (detalhes)          | Park Seung-hi KOR Coreia do Sul     | Fan Kexin CHN China                  | Shim Suk-hee KOR Coreia do Sul  |
| PyeongChang 2018 (detalhes)    | Suzanne Schulting NED Países Baixos | Kim Boutin CAN Canadá                | Arianna Fontana ITA Itália      |
| Pequim 2022 (detalhes)         | Suzanne Schulting NED Países Baixos | Choi Min-jeong KOR Coreia do Sul     | Hanne Desmet BEL Bélgica        |

### 1500 metros
| Evento                         | Ouro                             | Prata                            | Bronze                              |
| ------------------------------ | -------------------------------- | -------------------------------- | ----------------------------------- |
| Salt Lake City 2002 (detalhes) | Ko Gi-hyun KOR Coreia do Sul     | Choi Eun-kyung KOR Coreia do Sul | Evgenia Radanova BUL Bulgária       |
| Turim 2006 (detalhes)          | Jin Sun-yu KOR Coreia do Sul     | Choi Eun-kyung KOR Coreia do Sul | Wang Meng CHN China                 |
| Vancouver 2010 (detalhes)      | Zhou Yang CHN China              | Lee Eun-byul KOR Coreia do Sul   | Park Seung-hi KOR Coreia do Sul     |
| Sóchi 2014 (detalhes)          | Zhou Yang CHN China              | Shim Suk-hee KOR Coreia do Sul   | Arianna Fontana ITA Itália          |
| PyeongChang 2018 (detalhes)    | Choi Min-jeong KOR Coreia do Sul | Li Jinyu CHN China               | Kim Boutin CAN Canadá               |
| Pequim 2022 (detalhes)         | Choi Min-jeong KOR Coreia do Sul | Arianna Fontana ITA Itália       | Suzanne Schulting NED Países Baixos |

### Revezamento 3000 metros
| Evento                         | Ouro                                                                                | Prata                                                                                        | Bronze                                                                                        |
| ------------------------------ | ----------------------------------------------------------------------------------- | -------------------------------------------------------------------------------------------- | --------------------------------------------------------------------------------------------- |
| Albertville 1992 (detalhes)    | Angela Cutrone Sylvie Daigle Nathalie Lambert Annie Perreault CAN Canadá            | Darcie Dohnal Amy Peterson Cathy Turner Nikki Ziegelmeyer USA Estados Unidos                 | Yulia Alagulova Natalia Issakova Viktoria Troitskaya Yulia Vlasova EUN Equipa Unificada       |
| Lillehammer 1994 (detalhes)    | Chun Lee-kyung Kim Ryang-hee Kim So-hee Kim Yoon-mi Won Hye-kyung KOR Coreia do Sul | Christine Boudrias Isabelle Charest Angela Cutrone Sylvie Daigle Nathalie Lambert CAN Canadá | Karen Cashman Amy Peterson Shana Sundstrom Cathy Turner Nikki Ziegelmeyer USA Estados Unidos  |
| Nagano 1998 (detalhes)         | Chun Lee-kyung Won Hye-kyung An Sang-mi Kim Yoon-mi KOR Coreia do Sul               | Yang Yang (A) Yang Yang (S) Wang Chunlu Sun Dandan CHN China                                 | Christine Boudrias Isabelle Charest Annie Perreault Tania Vicent CAN Canadá                   |
| Salt Lake City 2002 (detalhes) | Choi Eun-kyung Choi Min-kyung Joo Min-jin Park Hye-won KOR Coreia do Sul            | Sun Dandan Wang Chunlu Yang Yang (A) Yang Yang (S) CHN China                                 | Isabelle Charest Marie-Eve Drolet Amelie Goulet-Nadon Alanna Kraus CAN Canadá                 |
| Turim 2006 (detalhes)          | Choi Eun-kyung Jeon Da-hye Jin Sun-yu Byun Chun-sa Kang Yun-mi KOR Coreia do Sul    | Alanna Kraus Anouk Leblanc-Boucher Tania Vicent Kalyna Roberge Amanda Overland CAN Canadá    | Arianna Fontana Marta Capurso Katia Zini Mara Zini ITA Itália                                 |
| Vancouver 2010 (detalhes)      | Sun Linlin Wang Meng Zhang Hui Zhou Yang CHN China                                  | Jessica Gregg Kalyna Roberge Marianne St-Gelais Tania Vicent CAN Canadá                      | Allison Baver Alyson Dudek Lana Gehring Katherine Reutter Kimberly Derrick USA Estados Unidos |
| Sóchi 2014 (detalhes)          | Shim Suk-hee Park Seung-hi Cho Ha-ri Kim A-lang Kong Sang-jeong KOR Coreia do Sul   | Marie-Ève Drolet Jessica Hewitt Valérie Maltais Marianne St-Gelais CAN Canadá                | Arianna Fontana Lucia Peretti Martina Valcepina Elena Viviani ITA Itália                      |
| PyeongChang 2018 (detalhes)    | Shim Suk-hee Choi Min-jeong Kim Ye-jin Kim A-lang Lee Yu-bin KOR Coreia do Sul      | Arianna Fontana Lucia Peretti Cecilia Maffei Martina Valcepina ITA Itália                    | Suzanne Schulting Yara van Kerkhof Lara van Ruijven Jorien ter Mors NED Países Baixos         |
| Pequim 2022 (detalhes)         | Suzanne Schulting Selma Poutsma Xandra Velzeboer Yara van Kerkhof NED Países Baixos | Seo Whi-min Choi Min-jeong Kim A-lang Lee Yu-bin KOR Coreia do Sul                           | Qu Chunyu Zhang Chutong Fan Kexin Zhang Yuting Han Yutong CHN China                           |

## Misto

### Revezamento 2000 metros
| Evento                 | Ouro                                                           | Prata | Bronze                                                                                     |
| ---------------------- | -------------------------------------------------------------- | --- | ------------------------------------------------------------------------------------------ |
| Pequim 2022 (detalhes) | Qu Chunyu Fan Kexin Wu Dajing Ren Ziwei Zhang Yuting CHN China | Arianna Fontana Martina Valcepina Pietro Sighel Andrea Cassinelli Arianna Valcepina Yuri Confortola ITA Itália | Petra Jászapáti Zsófia Kónya Shaoang Liu Shaolin Sándor Liu John-Henry Krueger HUN Hungria |